# Hyberni

Znak františkánů

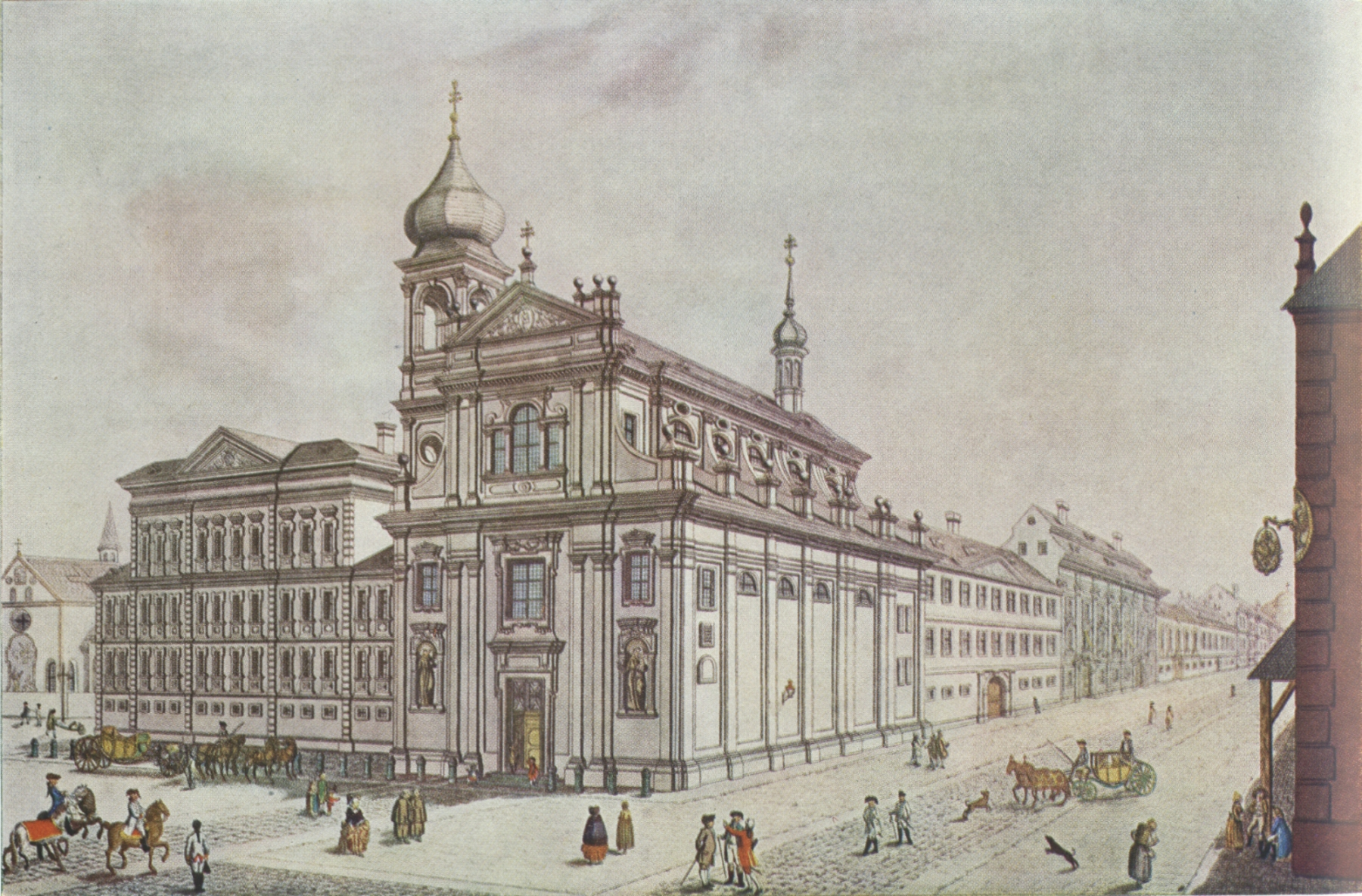
Klášter hybernů a kostel Neposkvrněného početí Panny Marie v Praze od Josefa Antonína Scottiho de Cassano v roce 1785

Irští františkáni zvaní též hyberni, hiberni nebo hybernové byli řeholníci Řádu menších bratří původem z Irska (latinsky Hibernia, později psáno i Hybernia).

## Příchod na kontinent
Důvodem příchodu počátkem 17. století na kontinent českých zemí bylo jejich vyhnání z vlasti Angličany, kteří usilovali o mocenské ovládnutí ostrova spolu s potlačením katolické církve. Po vypuzení z rodné země zakládali v Evropě kláštery, kde vzdělávali a formovali mladé řeholníky pro misie a opětovné usazení v Irsku.

### V českých zemích
V letech 1629–1631 se s přispěním císaře Ferdinanda II. usídlili v Praze na místě dřívějšího františkánského konventu sv. Ambrože, na dnešním náměstí Republiky, na něž si po Bílé hoře františkáni činili majetkový nárok. Na místě začali budovat vlastní klášter, studijní kolej a v letech 1653–59 raně barokní kostel Neposkvrněného početí Panny Marie. Hyberni pobývající v Praze byli v úzkém kontaktu se svým hlavním studijním ústavem – kolejí sv. Isidora.

### Činnost řádu
Byli skutečným přispěním pro vzdělanost v české metropoli, a to nejen v oblasti františkánství nebo skotismu, byť jejich původní plán zřízení veřejné knihovny v koleji ve stylu italských renesančních a klášterních knihoven nevyšel. V letech 1635–1693 působili také v Arcibiskupském kněžském semináři založeném tehdy kardinálem Harrachem. Irští františkáni se skutečně hojně věnovali lektorské činnosti nejen pro své rodáky ale i české studenty, o čemž svědčí několik zachovaných tiskem vydaných přednášek a tezí. Administrativně tito řeholníci nespadali pod českou františkánskou provincii.

## Osobnosti řádu
Mezi významnější, literárně nebo teologicky či filozoficky činné hyberny – irské františkány působící v době protikatolické perzekuce Irů mimo vlast patřili například Antonín Bruodin, Lucas Wadding (zakladatel konventu v Římě), Jacobus Griffin, Francis de Burgo, Antonius Ferallus (činný 1675), Franciscus Fitz Gibbon, Petrus Fullum, Peter Geanor, Patritius Hakett, Antonius Charty, Michael Keogh, Laurentius Muilvihil, Antonius Murphy, Antonius O’Brien, Bonaventura O’Brien, Josephus O’Donelly (Donelli, činný 1735–1738), Francis O’Kennedy, Francis O’Molloy, Rudolphus O’Neill, Bernardinus O’Reilly, Patritius Vardaeus (činný 1675), Franciscus Bern, Bonaventura Hibernus, Bernardin Gavana.